# Ramal CC8 del Ferrocarril Belgrano
El Ramal CC8 pertenecía al Ferrocarril General Belgrano, Argentina.

## Ubicación
Se ubicaba enteramente en la provincia de Córdoba, dentro del Departamento Colón.

## Características
Era un ramal de la red de vía estrecha del Ferrocarril General Belgrano, cuya extensión era de 18 km entre las cabeceras Guiñazú y Unquillo.
Unía las localidades de Guiñazú Norte, Villa Allende y Unquillo.